# Eine wüste Bescherung
Eine wüste Bescherung (Originaltitel: I’ll Be Home for Christmas) ist eine US-amerikanische Filmkomödie von Arlene Sanford aus dem Jahr 1998. Produziert wurde sie für Walt Disney Pictures. Die Erstaufführung in Deutschland fand am 10. Dezember 1999 statt.

## Handlung
Jake Wilkinson besucht das Palisades College in Kalifornien und hat seit dem Tod seiner Mutter kein Weihnachtsfest mehr zuhause in Larchmont, New York, verbracht. Er hat eine schwierige Beziehung mit seiner Stiefmutter Carolyn, obwohl sich diese um seine Zuneigung bemüht. Jakes Vater möchte dieses Jahr aber endlich wieder gemeinsam feiern und verspricht Jake einen Porsche 356, wenn er bis zum Weihnachtsabend um 18 Uhr daheim ist. Also beschließt Jake gemeinsam mit seiner Freundin Allie, die ebenfalls aus Larchmont kommt, die Heimreise anzutreten.
Dabei kommen Jake allerdings Mitschüler in die Quere: Als Rache für eine verpatzte Klausur, bei denen Jake ihnen die richtigen Lösungen liefern sollte, dies aber von seinem rivalisierenden Mitschüler Eddie sabotiert wurde, entführen sie ihn und setzen ihn als Weihnachtsmann verkleidet in der Wüste aus. Nun beginnt für Jake, der weder Geld noch Papiere dabei hat, eine abenteuerliche Reise quer durch die Vereinigten Staaten. Zuerst wird er von einem Auto mit betagten Tom-Jones-Fans mitgenommen, dann von einem Lieferwagen, der ihn fast überfahren hätte und vollbeladen mit gestohlener Ware ist, und schließlich von dem Polizisten Max, dem Jake hilft, seine von ihm getrennt lebende Ehefrau zurückzugewinnen. Aus Dank kauft Max ihm ein Busticket nach New York.
Auf seiner Reise trifft er immer wieder auf seinen Mitschüler und Nebenbuhler Eddie, der im Auto gemeinsam mit Allie ebenfalls nach New York unterwegs ist. Jake fürchtet, dass er Allie an Eddie verlieren könnte, und spürt sie in einem bayrischen Themenhotel auf. Alison ist allerdings entsetzt, dass Jake hauptsächlich nur wegen des Porsches zu seiner Familie reisen will, und fährt mit seinem Busticket Richtung New York weiter. In Wisconsin nimmt Jake an einem Weihnachtsmannrennen teil und gewinnt das Preisgeld von 1000 US-Dollar, lässt das Geld aber dort, da es üblicherweise für karitative Zwecke gespendet wird. Im Tierstauraum eines Flugzeugs landet er schließlich in New York.
Mit viel Glück schafft es Jake doch noch rechtzeitig nach Hause und steht kurz vor 18 Uhr mit der inzwischen versöhnten Allie gemeinsam vor seinem Haus. Er wartet aber absichtlich bis nach 18 Uhr und geht erst dann zur Tür. Sein Vater ist sehr glücklich, dass er es doch noch geschafft hat und will ihm den Porsche trotzdem schenken. Doch Jake antwortet, dass er noch einige Weihnachten mehr mit seiner Familie verbringen sollte, bis das Auto ihm gehört.

## Produktion
Der Film wurde in Kalifornien, in British Columbia und in Alberta, Kanada, gedreht. Die Dreharbeiten liefen vom 20. April 1998 bis 27. Juni 1998. Er spielte ab dem 13. November 1998 in den Kinos der USA rund 12,2 Millionen US-Dollar ein. Gemessen an dem Filmbudget von rund 30 Millionen US-Dollar bedeutete das Einspielergebnis einen kommerziellen Flop.

### Filmmusik
Im Film sind zahlreiche Lieder zu hören. Im Abspann werden diese wie folgt aufgelistet:
1. Cool Yule – Cherry Poppin' Daddies
2. Over The River And Through The Woods – The Dons
3. I Walk In Circles – Daisyhaze
4. I Won't Be Home For Christmas – Blink-182
5. One More Night – Amber
6. White Christmas – The Drifters
7. Christmas Carols By The Old Corral – Tex Ritter
8. What's New Pussycat? – Tom Jones
9. Blue Christmas – Buddy Guy
10. Here Comes Santa Claus – Elvis Presley
11. Doctor Jones – Aqua und Jessica Biel (nicht aufgeführt)
12. Deck The Halls – The Accidentals
13. I'll Be Home For Christmas – Bobbi Page
14. Up On The Housetop – Jesse Dayton
15. Oira Oira Polka – The Polka Kings
16. Let’s Get It On – Marvin Gaye
17. Clarinet Polka Yodel – Mary Schneider
18. I Got Rolled – Jimmy Ray, Jonathan Taylor Thomas (nicht aufgeführt) & Adam LaVorgna (nicht aufgeführt)
19. Run Rudolph Run – Five Easy Pieces
20. Santa Claus Is Comin' To Town – Five Easy Pieces
21. I'll Be Home for Christmas – The Dons
22. Merry Christmas, Happy Holidays – *NSYNC

Die folgenden Lieder sind hingegen nicht im Abspann aufgeführt:
1. O Tannenbaum (als O Marjorie) – Sean O’Bryan
2. Hark! The Herald Angels Sing
3. We Wish You a Merry Christmas
4. Silent Night

### Synchronisation
Die deutsche Synchronbearbeitung entstand 1999 in den Ateliers der FFS Film- & Fernseh-Synchron GmbH in München unter der Regie und nach einem Dialogbuch von Jan Odle.
| Rolle                     | Darsteller             | Synchronsprecher  |
| ------------------------- | ---------------------- | ----------------- |
| Jake Wilkinson            | Jonathan Taylor Thomas | Benedikt Weber    |
| Allie Henderson           | Jessica Biel           | Melanie Manstein  |
| Eddie Taffet              | Adam LaVorgna          | Butz Combrinck    |
| Officer Max               | Sean O’Bryan           | Christian Weygand |
| Mr. Wilkinson             | Gary Cole              | Randolf Kronberg  |
| Mrs. Carolyn Wilkinson    | Eve Gordon             | Kathrin Simon     |
| Tracey Wilkinson          | Lauren Maltby          | Farina Brock      |
| Nolan                     | Andrew Lauer           | Tobias Lelle      |
| Marjorie                  | Lesley Boone           | Inez Günther      |
| Gloria                    | Kathleen Freeman       | Ursula Traun      |
| Darlene                   | Natalie Barish         | Anita Höfer       |
| Esteban                   | Mark De La Cruz        | Manuel Reuße      |
| Gabby                     | Jack Kenny             | Claus Brockmeyer  |
| Ian                       | Blair Slater           | Daniel Schlauch   |
| Wendy Richards            | Cathy Weseluck         | Simone Brahmann   |
| Bürgermeister Jeff Wilson | Ian Robison            | Claus Brockmeyer  |
| Busfahrer Conway          | Peter Kelamis          | Silvan Leirich    |

Um in Deutschland über das Radio Werbung für den Film machen zu können, brachte Buena Vista International unter dem Titel Eine Wüste Bescherung - It's Wüst To Be Cool, It's Cool To Be Wüst eine Promo-CD heraus. Diese enthält neben dem *NSYNC-Song Merry Christmas, Happy Holidays mehrere ausgewählte Sprüche aus der deutschen Synchronfassung und kurze Interviews mit den Darstellern Jonathan Taylor Thomas, Jessica Biel und Regisseurin Arlene Sanford.
Der Film erschien in der deutschen Synchron-Fassung u. a. auf den folgenden Medien:
- VHS: Verleih Walt Disney (Buena Vista) (1999, ca. 83 min., Best.-Nr.: 60606)[7]
- DVD: Verleih Walt Disney (Buena Vista) (2003, ca. 83 min., Best.-Nr.: BG101606, EAN 4011846014843)[8]

## Rezeption
James Berardinelli schrieb auf ReelViews, der Film sei eigentlich fürs Fernsehen gedacht und laufe in den Kinos, um „ein paar Dollar extra“ einzunehmen. Jonathan Taylor Thomas weise einen „Funken von Charisma“ auf, aber die anderen Darsteller seien „leblos“.
Roger Ebert schrieb in der Chicago Sun-Times vom 13. November 1998, dass der Film wie eine Sitcom aus den 1950er Jahren wirke.
Für das Lexikon des internationalen Films war Eine wüste Bescherung ein „biederes, zuckersüßes Weihnachtsmärchen, das ein Loblied auf die einträchtige Familie anstimmt, wobei es seine ohnehin dünne Geschichte durch lieblos agierende Darsteller und eine extrem schwache Inszenierung endgültig torpediert.“